# Bärenschlössle

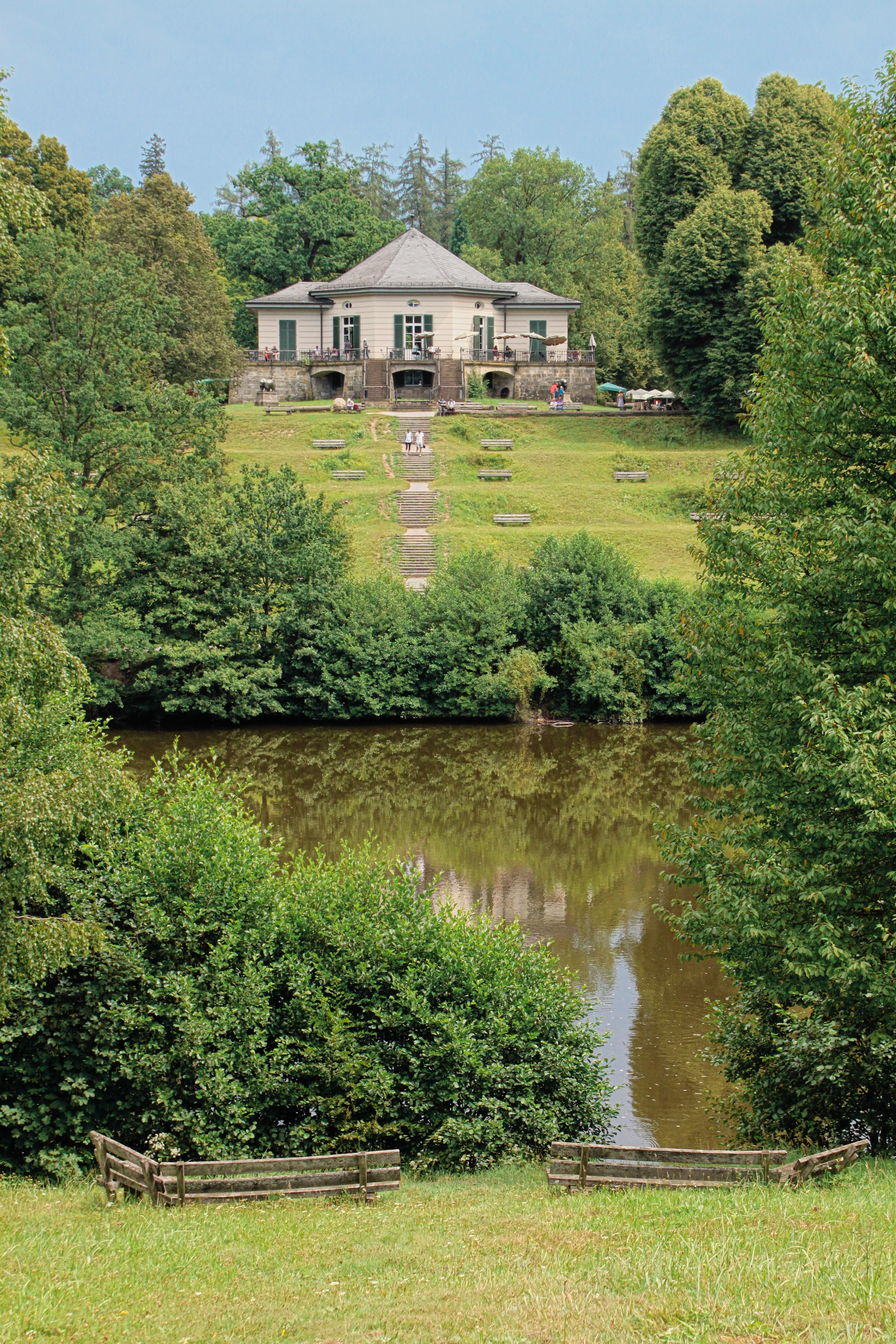
Bärenschlössle am Bärensee

Das Bärenschlössle im Stuttgarter Rotwildpark war ursprünglich ein Lustschloss und dient heute als Restaurant. Es wurde nach dem Bärenbach (heute Bernhardsbach) benannt, der in seiner Nähe floss. Das Bärenschlössle und die Seen im Wald gehören zum „Stadtteil“ Wildpark im  Bezirk Stuttgart-West.

## Der erste Bau: Lustschloss Carl Eugens

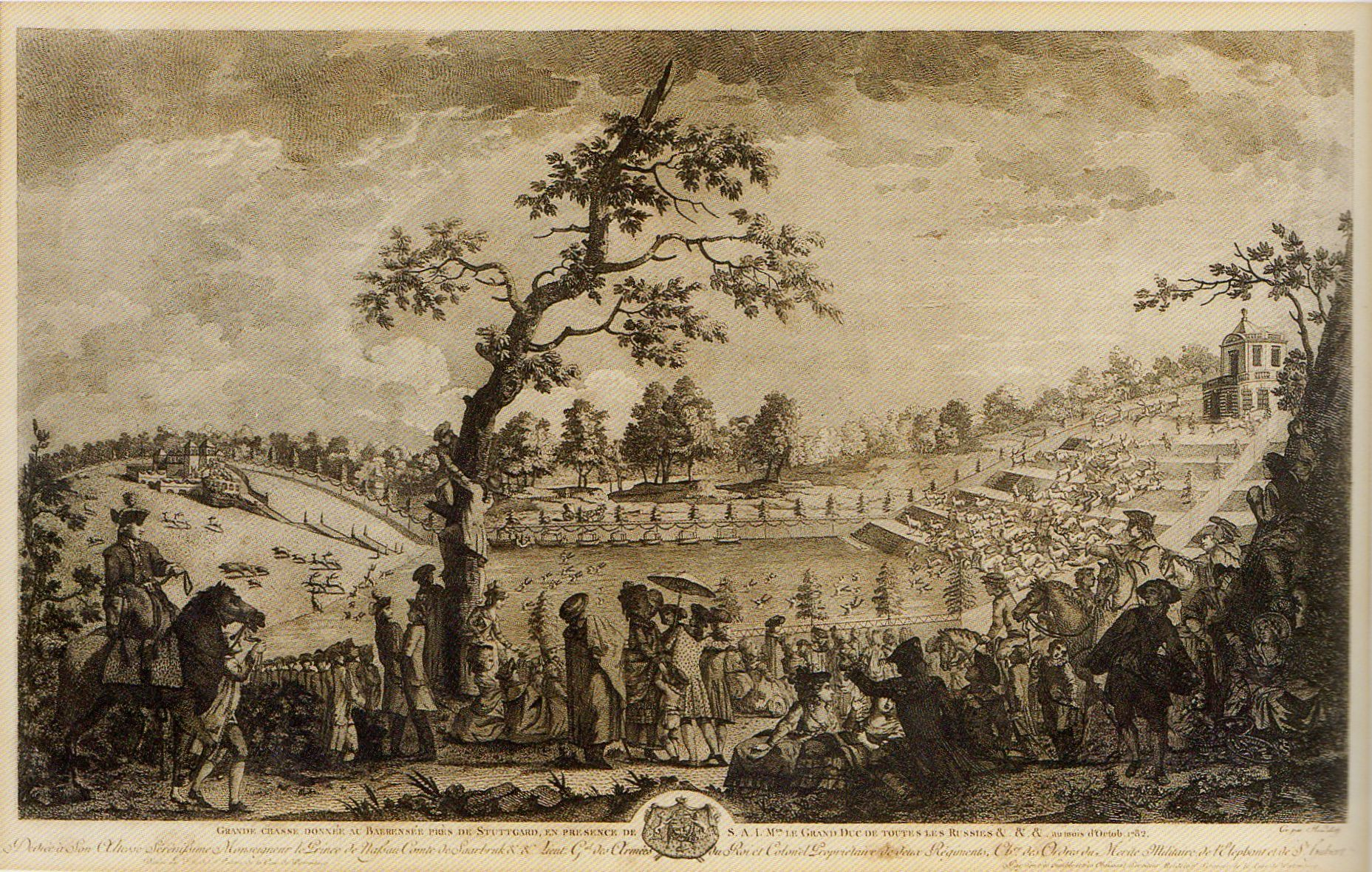
Jagd am Bärensee zu Ehren des Großfürsten Paul von Russland, 1782

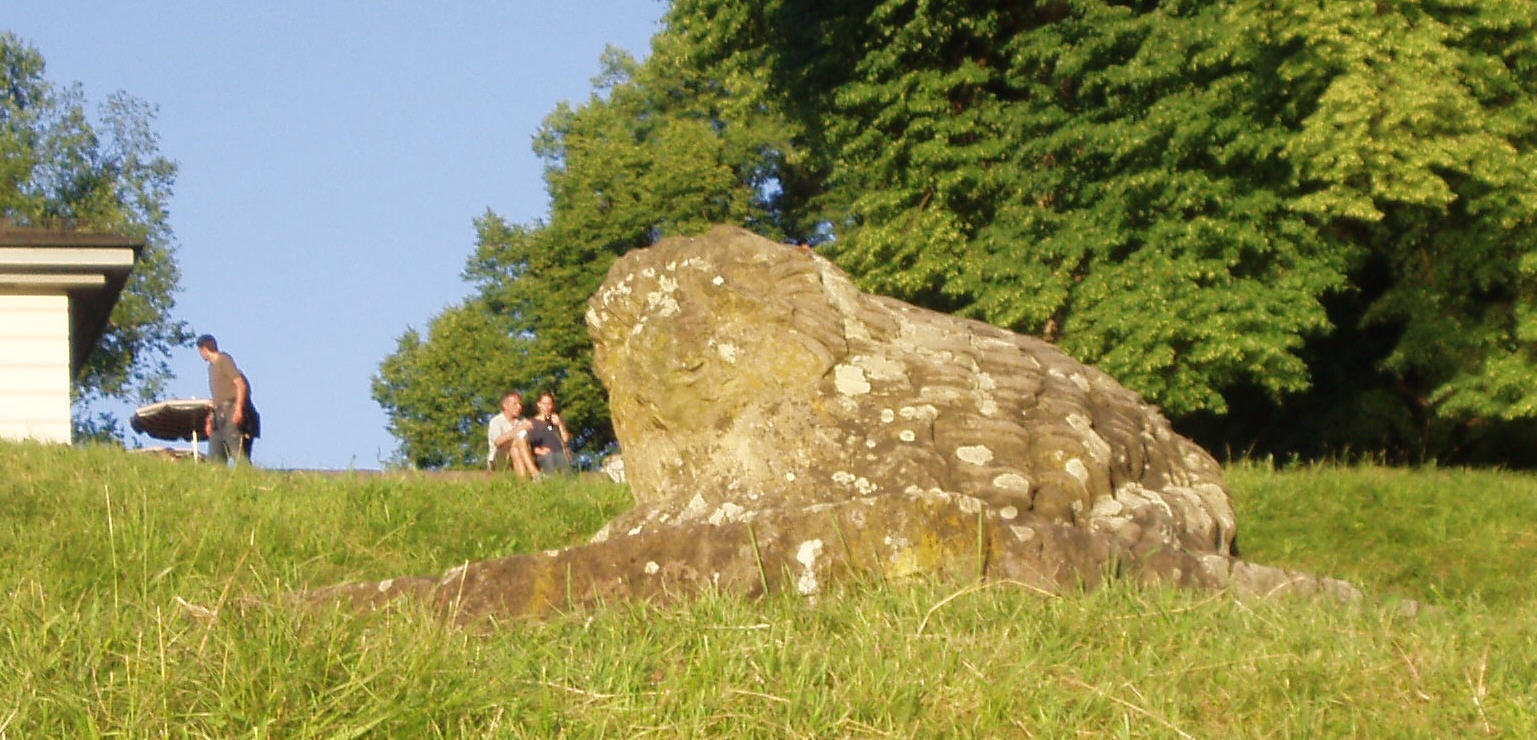
Überreste einer der Löwenfiguren

Das erste Bärenschlössle wurde von Reinhard Ferdinand Heinrich Fischer, Schüler des französischen Architekten Philippe de La Guêpière, unter Herzog Carl Eugen 1768 in „altrömischem“ Stil aus Stein errichtet. Von dem zweigeschossigen ovalen Pavillon hatte man Blick auf den künstlich angelegten Bärensee, auf dem Gondeln schwammen, die Carl Eugen von einer Italienreise 1766/67 mitgebracht hatte bzw. nach den italienischen Originalen bauen ließ. Es handelte sich dabei um eine Nebenanlage zum durch eine drei Kilometer lange Wegachse verbundenen Hauptwerk Solitude. Das Gebiet um den Bärensee war ein Damhirschgarten, der zum Wildpark Solitude gehörte.
An diese Phase erinnern noch die venezianischen Löwenfiguren, die die ehemalige Landestelle am Bärensee kennzeichnen. Im Erdgeschoss befand sich ein Saal mit Wandmalereien, im ersten Stock ein Salon mit einem Deckengemälde von Nicolas Guibal. Von diesem ersten Bauwerk existiert eine Abbildung auf einer Kaffeekanne, die in Ludwigsburg aufbewahrt wird, und eine Radierung von Nikolaus Heideloff, die sich unter der Inventarnummer B 7485 im Stadtarchiv Stuttgart befindet. Sie zeigt eine Jagd zu Ehren des Großfürsten Paul von Russland, die am 24. September 1782 abgehalten wurde.
Nach Carl Eugens Tod im Herbst 1793 kamen sowohl das Schloss als auch die Wasserfahrzeuge herunter. 1817 wurde das erste Bärenschlössle abgerissen.

## Der zweite Bau: Jagdpavillon Wilhelms I.

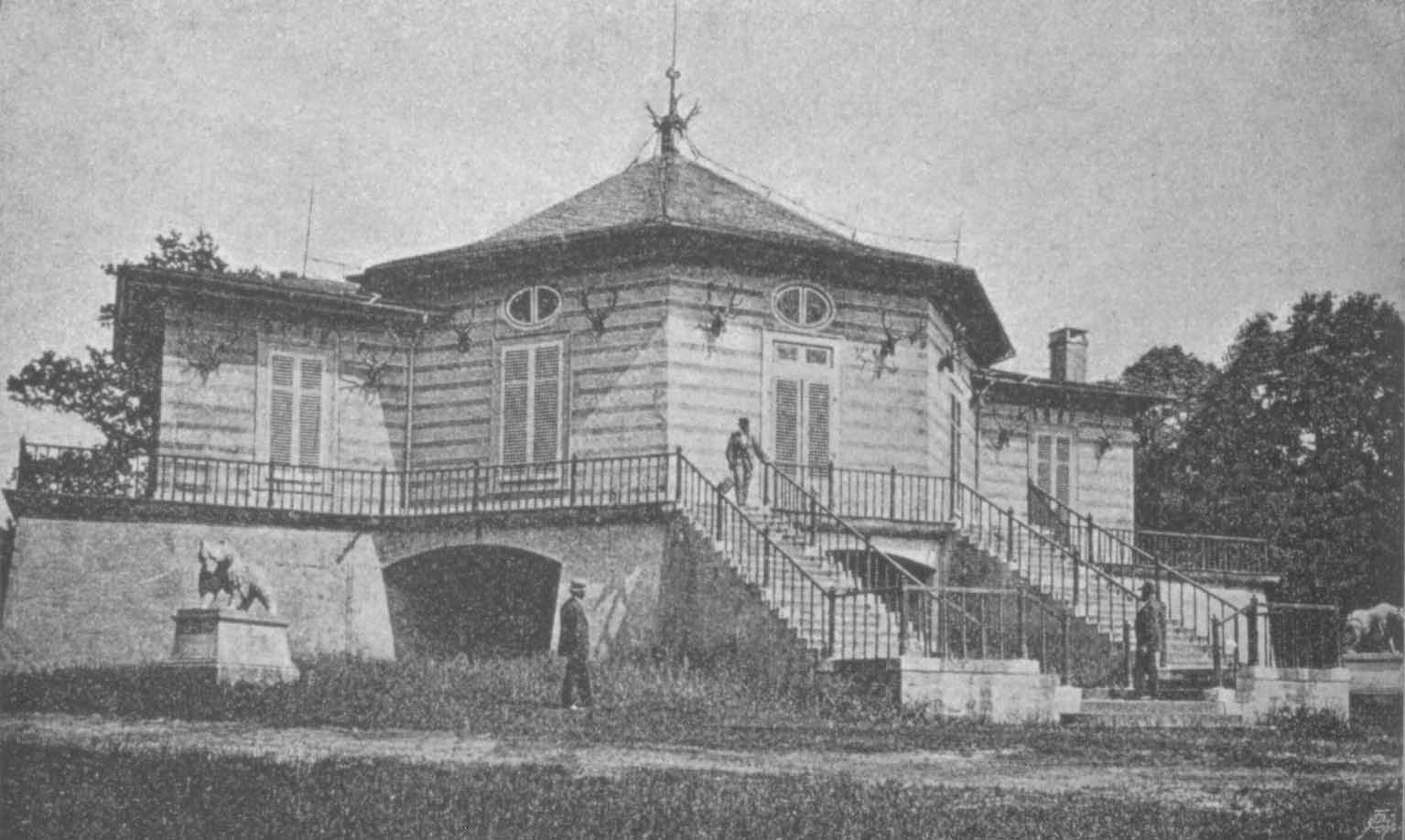
Bärenschlössle vor 1887
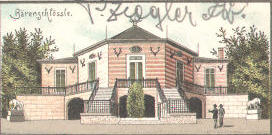
Bärenschlössle um 1900

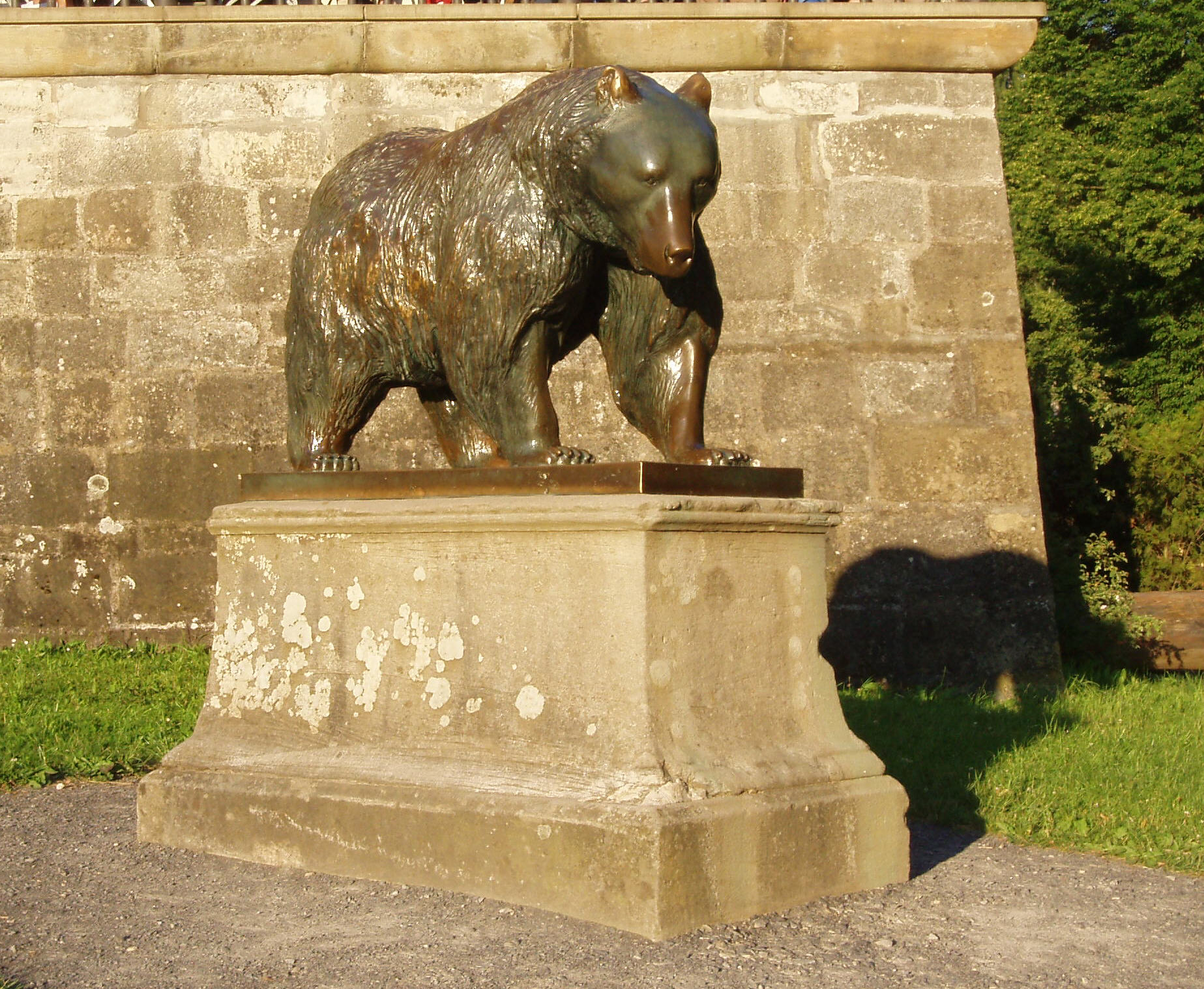
Eine der Bärenfiguren von Lilli Kerzinger-Werth

König Wilhelm von Württemberg ließ im gleichen Jahr an der Stelle des Vorgängerbaus einen größeren, achteckigen Jagdpavillon mit zwei Flügeln herstellen. Dieser wurde aus Freudental transloziert. Der König baute den Park zu einem großen Wildgehege aus, um auf dem Gelände Schaujagden veranstalten zu können. Der Pavillon war im klassischen Stil auf einer Terrasse errichtet und besaß einen Saal, der mit Jagdtrophäen und Jagdbildern von E. Kehrer geschmückt war. Außen war der Pavillon ursprünglich mit Rinde verkleidet und trug ebenfalls Jagdtrophäen.
Zwei Bärenstatuen aus Zinkguss von Albert Güldenstein (1863/1864) standen in der Nähe des Pavillons. Eine dieser Figuren wurde nach dem Zweiten Weltkrieg wiedergefunden und diente als Vorlage für die beiden 1964 erschaffenen Bronzebären von Lilli Kerzinger-Werth, die heute noch bei dem Gebäude stehen.
Park und Schloss waren bis zum Ersten Weltkrieg nur für Besitzer einer Jahreskarte zugänglich; 1919 wurde die Umzäunung des Wildparks entfernt und das Gelände öffentlich zugänglich. Ab 1937 wurde der Pavillon als Gästehaus des Landes und der Stadt Stuttgart genutzt. Im gleichen Jahr zäunte man das Wildgehege wieder ein. Seit 1939 ist der Rotwild- und seit 1958 auch der Schwarzwildpark Naturschutzgebiet.

## Der dritte Bau: Wiederaufbau nach Kriegseinwirkung
Eine Brandbombe zerstörte den alten Jagdpavillon im Jahr 1943 fast vollständig. Er wurde 1963 jedoch auf der erhalten gebliebenen Terrasse wieder aufgebaut. Das Erdgeschoss wurde als Restaurant, das Obergeschoss als offene Halle konzipiert.

## Der vierte Bau: Wiederaufbau nach Brand

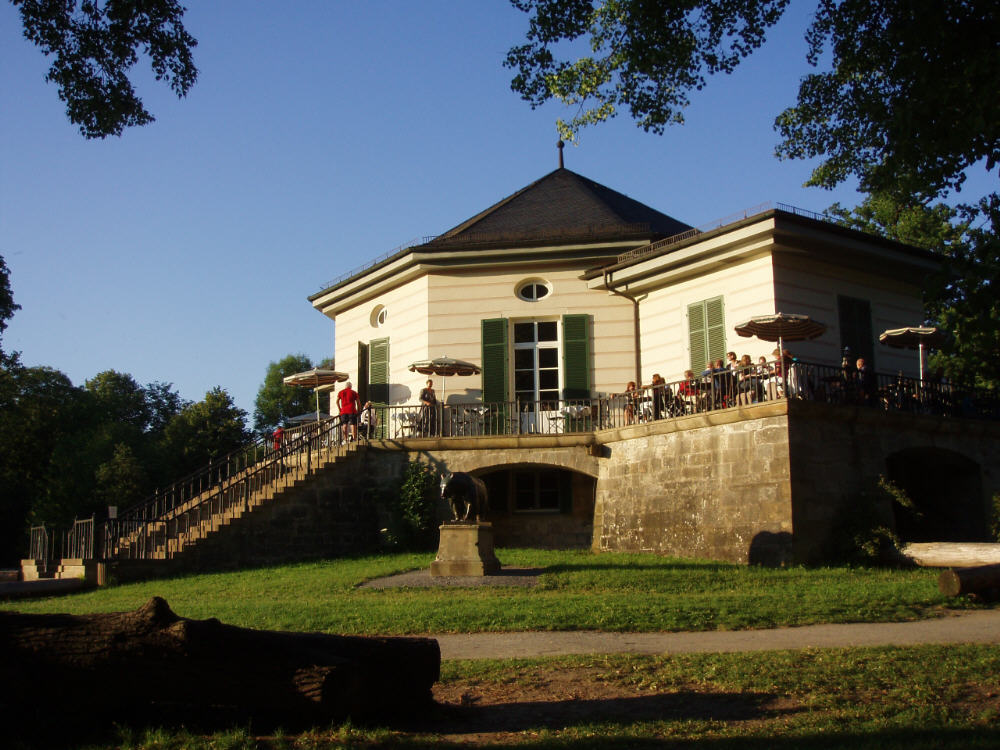
Bärenschlössle 2009

Am 13. November 1994 brannte das Bärenschlössle nahezu ganz ab. Der Bau wurde bis 1997 originalnah neu errichtet; eine Abweichung von den beiden Vorgängerbauten stellen die Flügeltüren im Obergeschoss dar, die die bei den Vorgängerbauten vorhandenen Fenster ersetzten.

## Nutzung
Das Bärenschlössle wird heute als Restaurant und Veranstaltungsort genutzt. Da es in einem Naturschutzgebiet liegt, unterliegt die Nutzung bestimmten Einschränkungen.

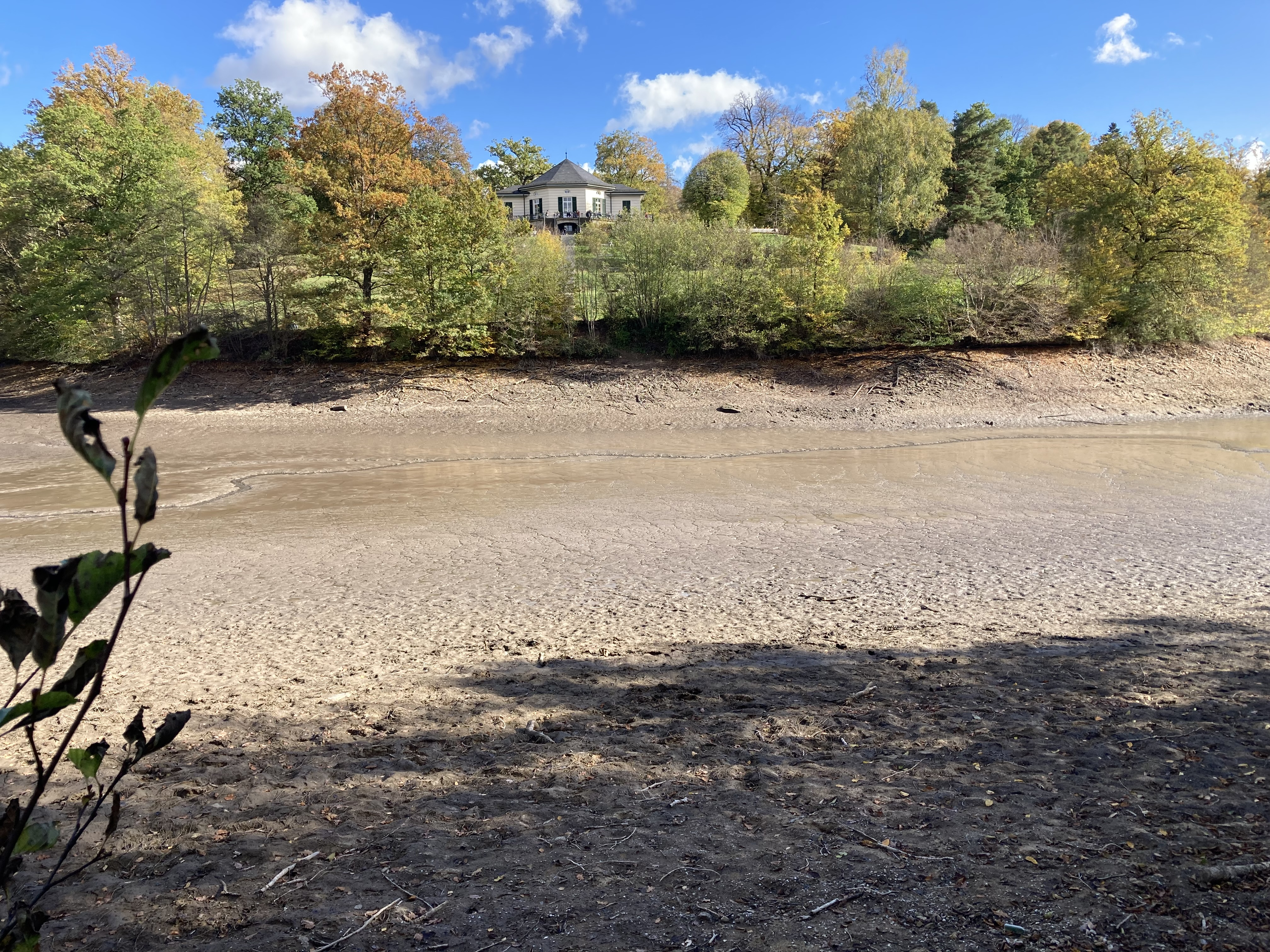